# زباد النخيل الذهبي
زباد النخيل الذهبي[بحاجة لمصدر] (الاسم العلمي: Paradoxurus zeylonensis) يتوطن هذا النوع سريلانكا، ويتكيف مع التغيرات الطفيفة في الموائل الطبيعية حيث لا تزال بعض الغابات موجودة. زباد النخيل الذهبي حيوان ليلي انفرادي يسكن الأشجار، نظامه الغذائي يتكون من الفواكه، التوت، اللافقاريات، ومجموعة واسعة من الفقاريات الصغيرة.